# Giải César cho Thiết kế hiện trường đẹp nhất
Giải César cho dàn cảnh (tiếng Pháp: César du meilleur décor) là một giải César dành cho việc phối cảnh trong một phim, được cho là xuất sắc nhất.
Dưới đây là danh sách các người và các phim đoạt giải:

## Thập niên 1970
- 1976: Pierre Guffroy, phim Que la fête commence
- 1977: Alexandre Trauner, - Monsieur Klein
- 1978: Jacques Saulnier, - Providence
- 1979: Guy-Claude François, - Molière (1978)

## Thập niên 1980
- 1980: Alexandre Trauner, phim Don Giovanni
- 1981: Jean-Pierre Kohut-Svelko, - Le Dernier Métro
- 1982: Max Douy, - Malevil
- 1983: Alain Negre, - Le Retour de Martin Guerre
- 1984: Hilton McConnico, - La Lune dans le caniveau
- 1985: Jacques Saulnier, - Un amour de Swann
- 1986: Alexandre Trauner, - Subway
- 1987: Pierre Guffroy, - Pirates
- 1988: Willy Holt, - Au revoir les enfants
- 1989: Bernard Vezat, - Camille Claudel

## Thập niên 1990
- 1990: Pierre Guffroy, phim Valmont
- 1991: Ezio Frigerio, - Cyrano de Bergerac
- 1992: Jean-Philippe Carp, - Delicatessen
- 1993: Jacques Bufnoir, - Indochine
- 1994: Jacques Saulnier, - Smoking / No Smoking
- 1995: Gianni Quaranta, - Farinelli
- 1996: Jean Rabasse, - La Cité des enfants perdus
- 1997: Ivan Maussion, - Ridicule
- 1998: Dan Weil, - Le Cinquième Élément
- 1999: Jacques Rouxel, - Lautrec

## Thập niên 2000
- 2000: Philippe Chiffre, phim Rembrandt
- 2001: Jean Rabasse, - Vatel
- 2002: Aline Bonetto, - Le Fabuleux Destin d'Amélie Poulain
- 2003: Allan Starski, - le Pianiste
- 2004: Jacques Rouxel & Catherine Leterrier, - Bon voyage
- 2005: Aline Bonetto, - Un long dimanche de fiançailles
- 2006: Olivier Radot, - Gabrielle
- 2007: Maamar Ech-Cheikh, - OSS 117: Le Caire, nid d'espions
- 2008: Olivier Raoux, - La Môme
- 2009: Thierry François, - Séraphine
  - Émile Ghigo, - Mesrine: L'Instinct de mort & Mesrine: L'Ennemi public n° 1
  - Ivan Niclass, - Home
  - Jean Rabasse, - Faubourg 36
  - Olivier Raoux, - Les Enfants de Timplebach